# Sergey Lovachov
Sergey Lovachov (em russo: Сергей Ловачё) (18 de maio de 1959) é um atleta uzbeque que competiu pela União Soviética nos anos 80.
Ao lado de Aleksandr Troshchilo, Nikolay Chernetsky e Viktor Markin, conquistou a medalha de ouro nos revezamento 4X400m no Campeonato Mundial de Atletismo de 1983 em Helsinque, na Finlândia.